# Cheilotrichia (Empeda) brumalis
Cheilotrichia (Empeda) brumalis is een tweevleugelige uit de familie steltmuggen (Limoniidae). De soort komt voor in het Palearctisch gebied.